# Dämmstoff

Absatz der wichtigsten Dämmstoffe in Deutschland in Mio. m^{3} pro Jahr (1989–2011)

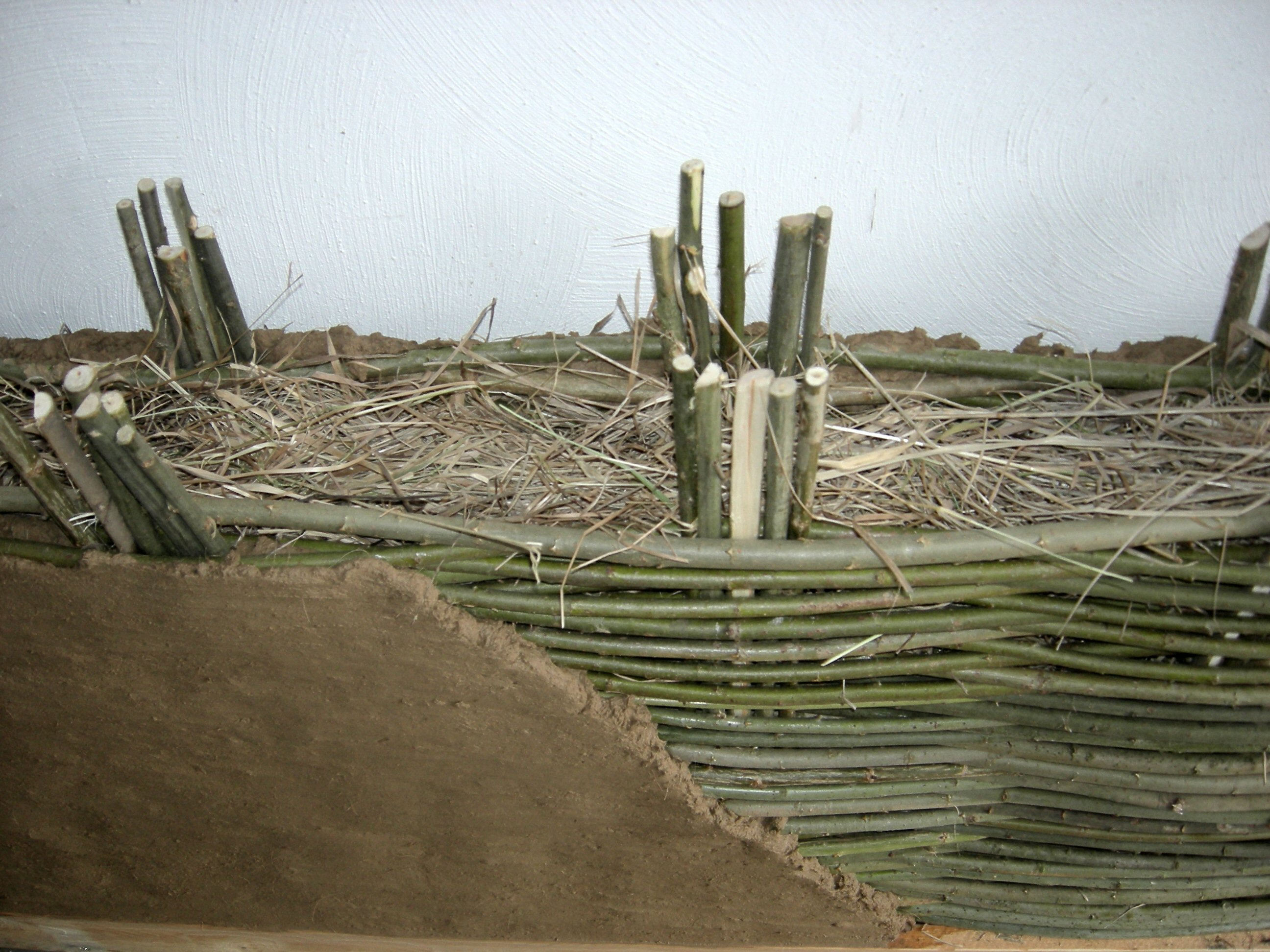
Nachbau einer bronzezeitlichen Hauswand

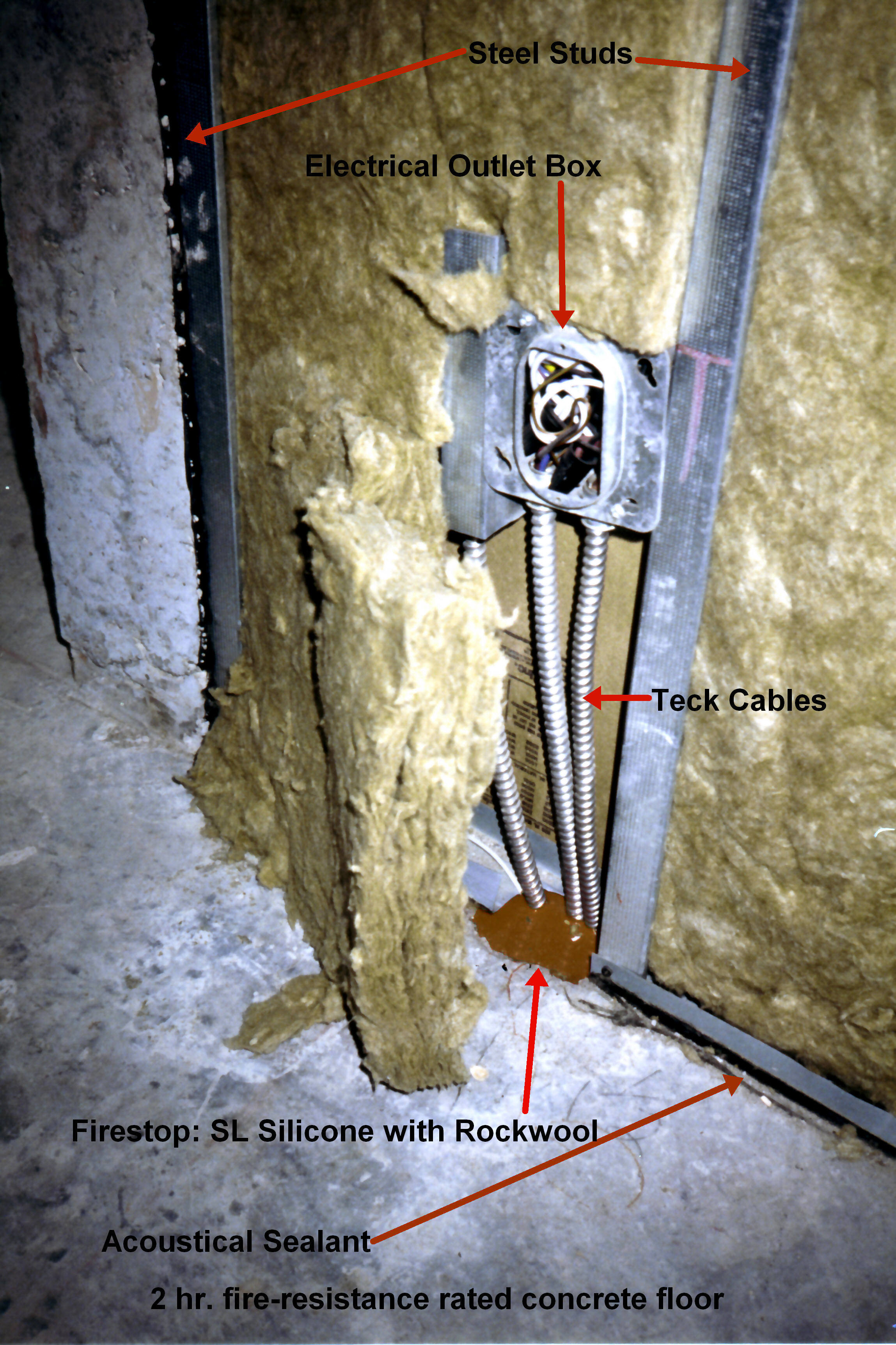
Steinwolle innerhalb einer Leichtbauwand in Kanada

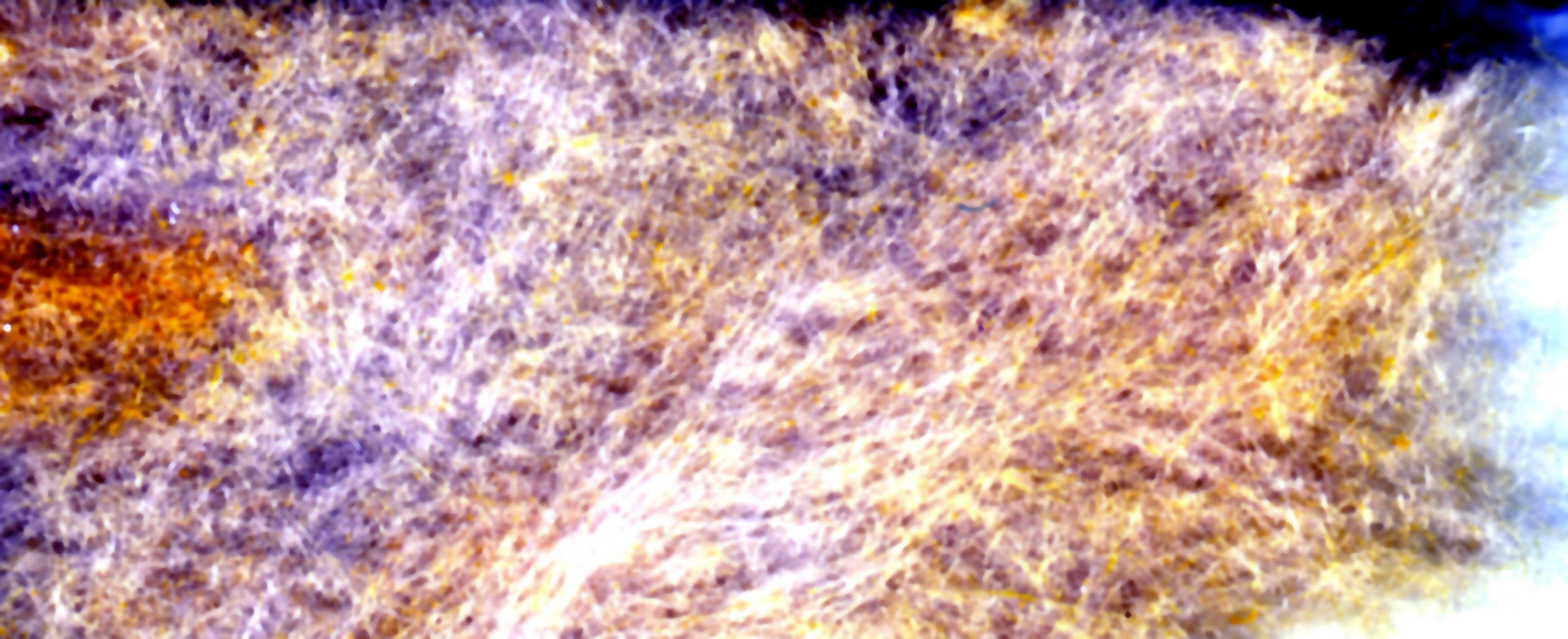
Glasfaser

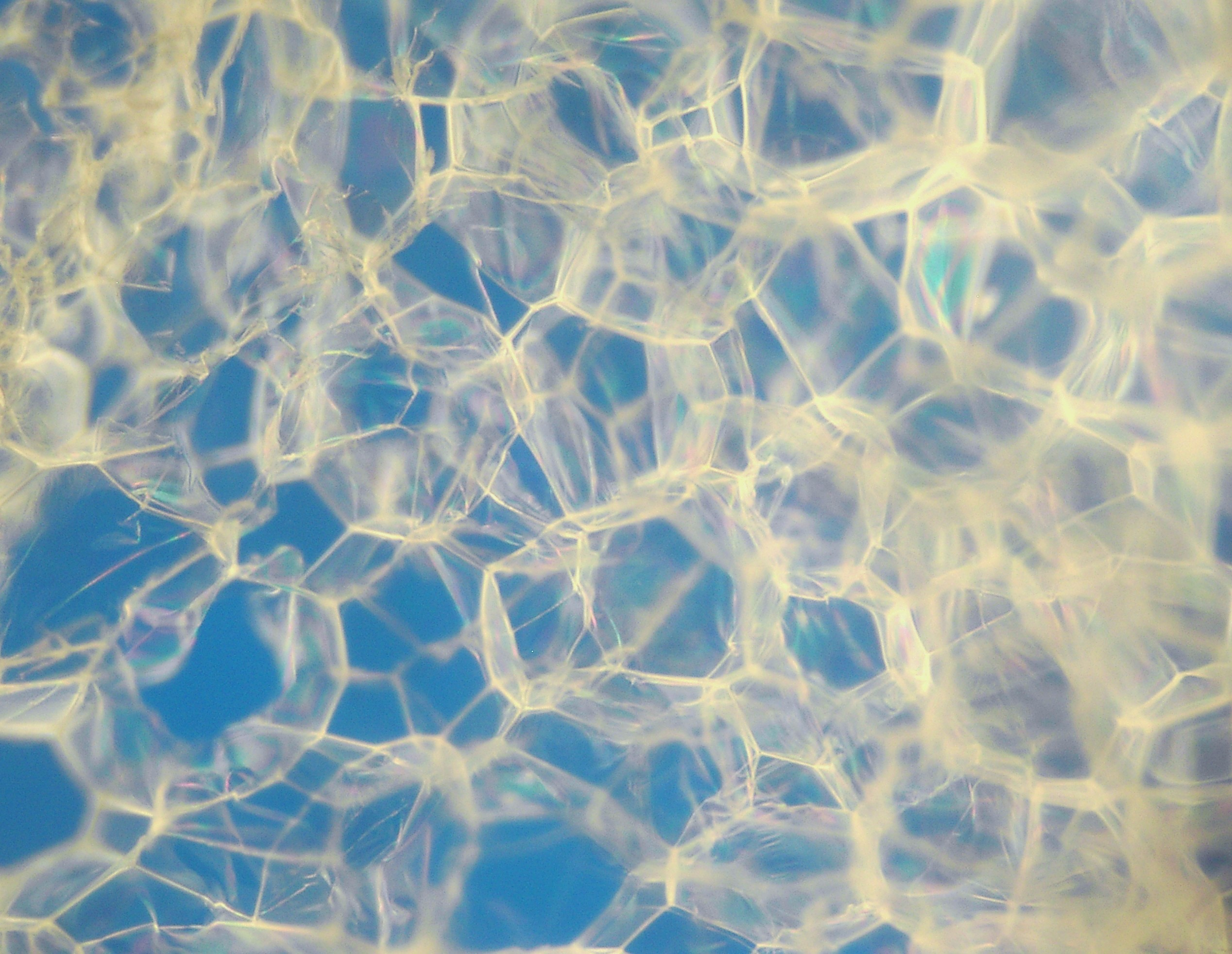
Expandiertes Polystyrol (EPS) unter dem Mikroskop

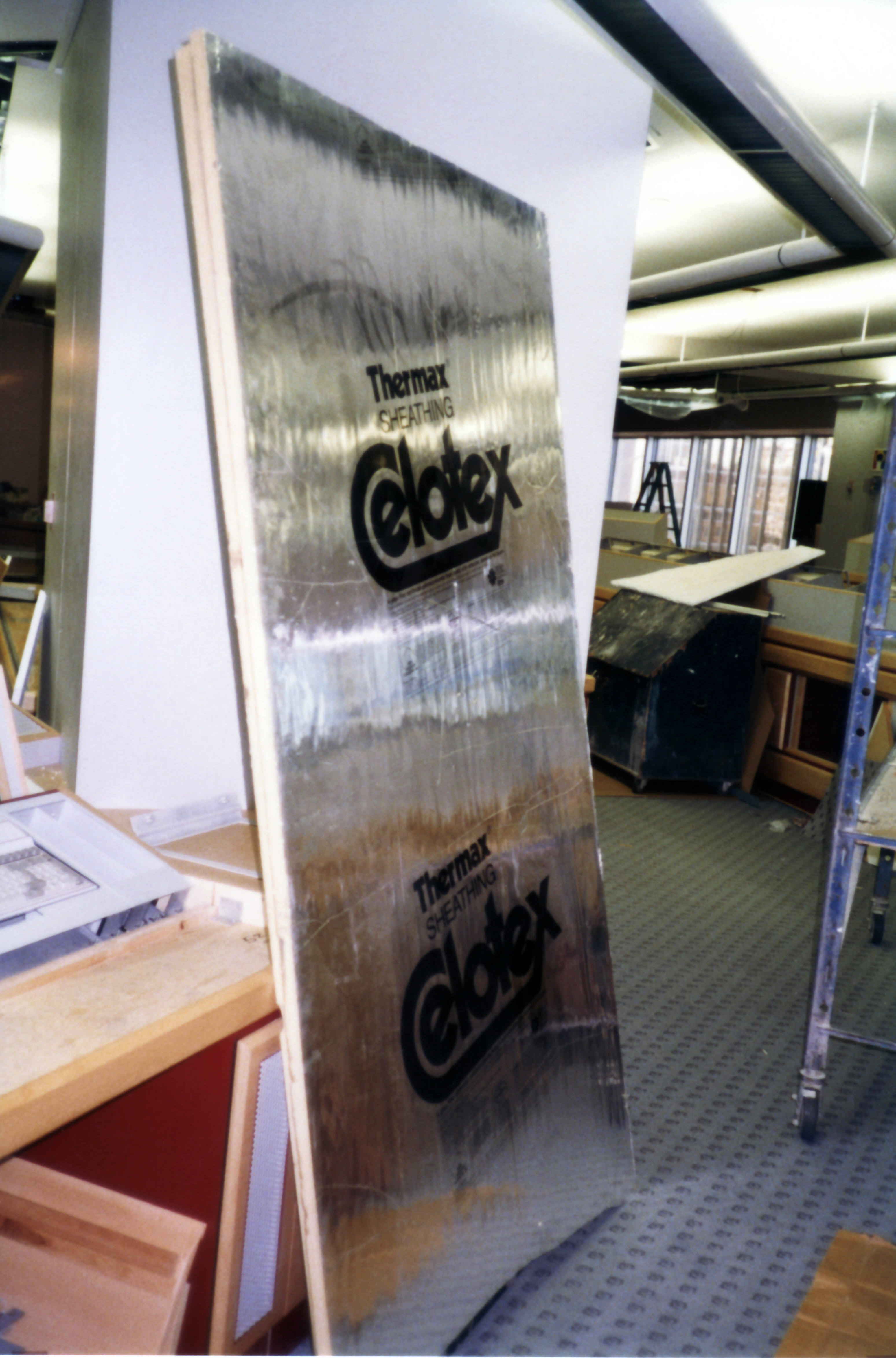
Celotex Thermax Schaumplatte mit Aluminium-Kaschierung

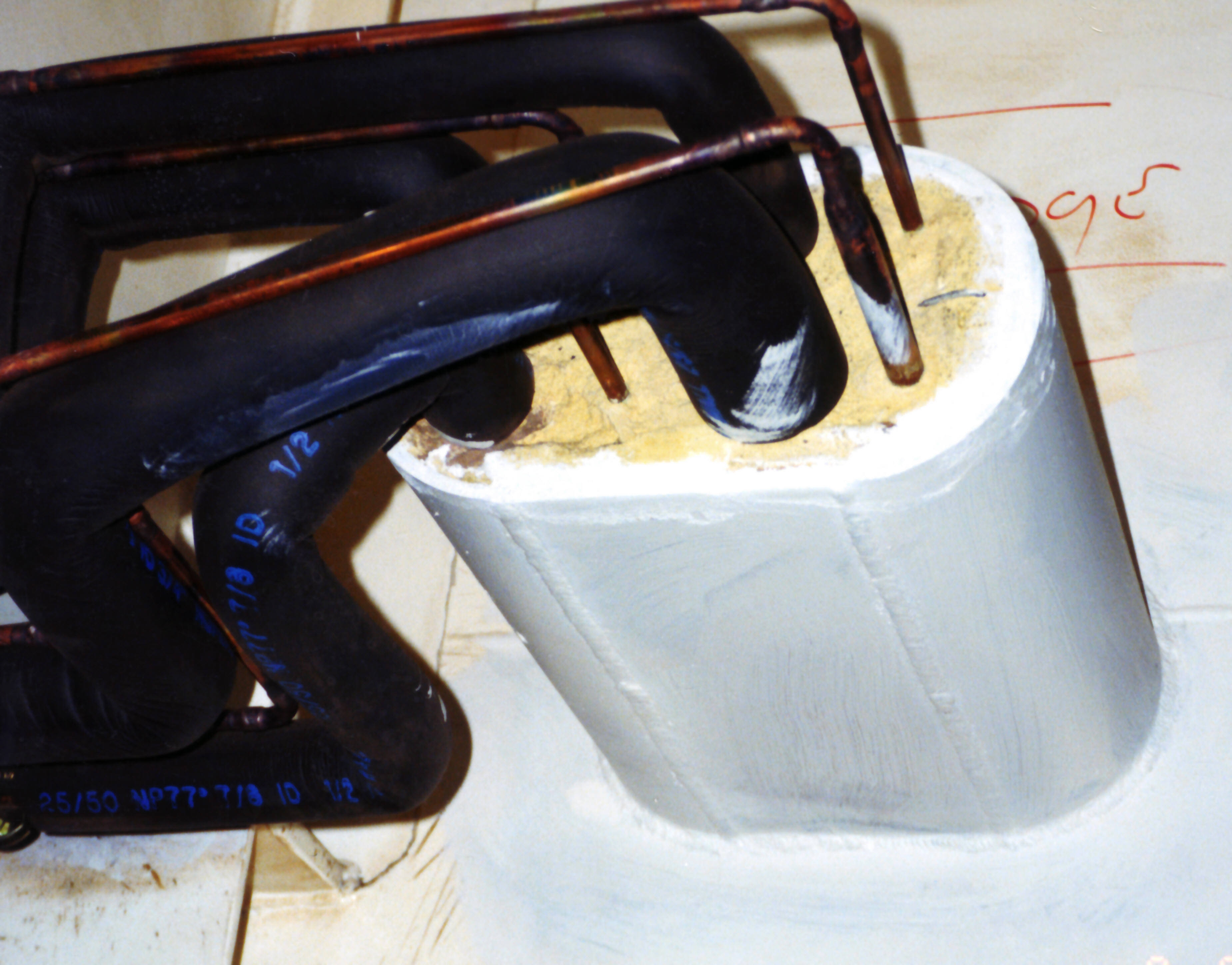
Schaumgummi als Dämmung im Schott in einem Schiff

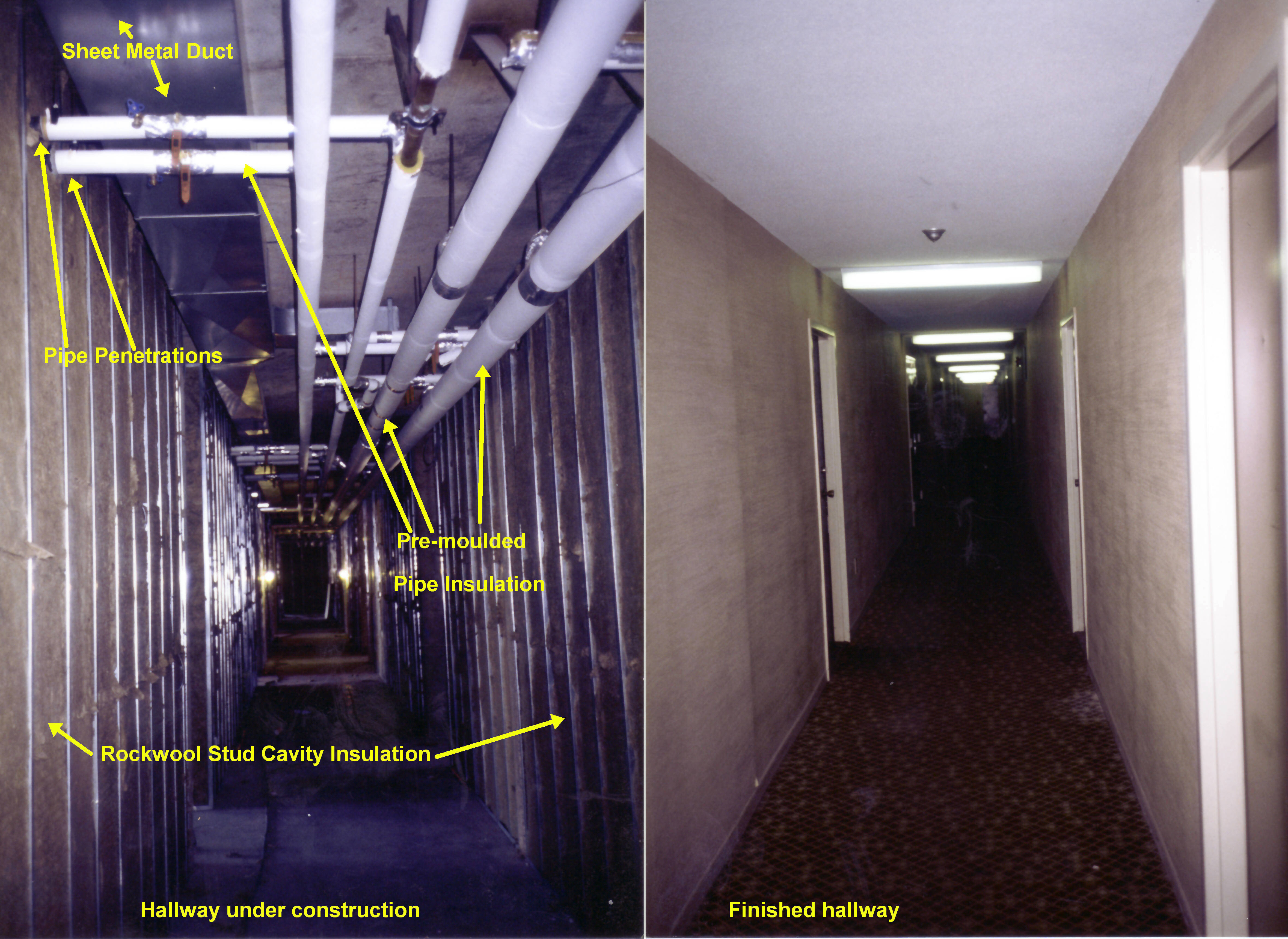
Wand- und Rohrdämmung im Hochbau in Kanada

Ein Dämmstoff ist ein Baustoff, der vorzugsweise zur Wärme- und/oder Schalldämmung herangezogen wird. Wärmedämmstoffe sind Materialien mit geringer Wärmeleitfähigkeit, die Wärme- oder Kälteverluste reduzieren. Schalldämmstoffe weisen eine geringe dynamische Steifigkeit auf und dienen der Reduzierung von Luft- oder Trittschall. Wärme- und Schalldämmstoffe werden in der Bauwirtschaft, im Anlagenbau, bei der Herstellung von Kühl- oder Gefrierschränken u. ä. eingesetzt.

## Geschichte
Die klimatischen Verhältnisse in den nördlichen und südlichen Breitengraden zwingen den Menschen seit jeher, sich mit dem Thema Wärmedämmung zu beschäftigen. Seit Jahrtausenden nutzt der Mensch das Prinzip der geringen Wärmeleitfähigkeit ruhender Luftschichten für den Wärmeschutz. Schon in der Bronzezeit wurden in waldreichen Gebieten schilf- oder strohgedeckte Blockhäuser gebaut, die einen guten Wärmeschutz hatten. Erstaunlich ist, dass sogar die Wände in der Bronzezeit schon zweischalig gebaut wurden. Mit zwei lehmbeworfenen Flechtwänden, deren Zwischenraum mit trockenem Gras gefüllt wurde, erreichte man hervorragende Dämmwerte, die erst mit der Wärmeschutzverordnung von 1995 wieder erreicht wurden. Bis in die heutigen baukonstruktiven Maßnahmen – wie zweischaliges Mauerwerk – wurde das Prinzip der ruhenden Luftschichten immer wieder aufgenommen.
Der Einsatz von Dämmstoffen kam Anfang des 20. Jahrhunderts in den Fokus durch Kühlhäuser, die mit der Entwicklung der Kältetechnik möglich wurden. Als erste Dämmstoffe nutzte man Kork, Glaswolle und Vulkanfiber. Der bauliche Wärmeschutz gewann an Bedeutung
- durch die Möglichkeiten, Decken, Wände und die Gebäudehülle auf das statisch erforderliche Maß zu beschränken
- durch die steigenden Anforderungen an Wohnkomfort bzw. Feuchteschutz.

Man verwendete vor allem Holzwolle, Kork, Flachsfaser, Baum- und Schafwolle, Leichtbaustoffe auf der Basis von Bims oder Schlacke (Metallurgie) und mineralische Fasern. Zu Beginn der 1940er Jahre wurden dann die ersten Kunst(harz)schäume industriell hergestellt.
Heute werden Dämmstoffe für eine Vielzahl von Sanierungsmaßnahmen, von High-Tech-Materialien über bewährte Klassiker bis hin zu zahlreichen Naturdämmstoffen, eingesetzt. Jedes Material hat Stärken in bestimmten Anwendungsbereichen.
Die 1937 eingeführte „DIN 4106 – Richtlinien für die Mauerdicken der Wohnungsbauten und statisch ähnlicher Bauten“ definierte erstmals die Grundlagen für die Anforderungen an Wanddicken nach Klimazonen. Die ersten Mindestanforderungen für den Wärmeschutz im Hochbau entstanden 1952 mit der „DIN 4108 – Richtlinien für den Wärmeschutz im Hochbau“. Weitere Impulse für die Entwicklung und den Einsatz von Dämmstoffen kamen als Folge der Ölkrise durch die 1. Wärmeschutzverordnung 1977. Mittlerweile gilt die Energie-Einspar-Verordnung (EnEV).

## Bauphysikalische Eigenschaften
Die wichtigsten bauphysikalischen Eigenschaften von Dämmstoffen sind:

### Wärmeleitfähigkeit
Die Wärmeleitfähigkeit gibt den Wärmestrom an, der bei einer Temperaturdifferenz von 1 K durch einen Stoff mit der Schichtdicke von 1 m geht. Je geringer der Wert ist, desto besser ist die Dämmwirkung des Materials. Ein schlechter Wärmeleiter ist Luft, welche deswegen Hauptbestandteil der meisten Dämmstoffe ist. Je mehr Lufteinschlüsse in einem Stoff enthalten sind und je kleiner diese sind, desto eingeschränkter ist die Bewegungsmöglichkeit der Luftmoleküle und desto besser ist die Dämmleistung des Materials. Bei Wärmedämmstoffen im Bauwesen wird neben der Wärmeleitfähigkeit teilweise auch die Wärmeleitfähigkeitsgruppe (WLG) angegeben.

### Dynamische Steifigkeit
Die dynamische Steifigkeit kennzeichnet das Federungsvermögen eines Dämmstoffs. Die schalldämmende Wirkung ist umso besser, je geringer der Wert ist. Leichte Dämmstoffe mit einem hohen Luftanteil sind hierbei im Vorteil. Die dynamische Steifigkeit ist dickenabhängig: Je dicker der Dämmstoff, desto geringer die dynamische Steifigkeit.

### Rohdichte
Die Rohdichte und der Dämm- bzw. Leitwert eines Dämmstoffs stehen in einem engen Zusammenhang, im Allgemeinen gilt: „Je geringer die Rohdichte des Dämmstoffs, desto höher ist sein Wärme-Dämmwert.“ In der Regel ist die Rohdichte für die Materialauswahl nicht relevant. Aus statischen Gründen kann diese aber im Einzelfall wichtig sein. Für die Schalldämmung ist es oft umgekehrt; auch beim sommerlichen Wärmeschutz ist eine größere Rohdichte von Vorteil.

### Wasserdampfdiffusionswiderstand
Der Wasserdampfdiffusionswiderstand gibt an, in welchem Maß der Dämmstoff von Wasserdampf durchdrungen werden kann. Dies ist (neben seiner Eigenschaft, Feuchte aufnehmen bzw. abweisen zu können) wichtig für den Einsatzort des Dämmstoffs. Dampfdichte Konstruktionen sind in Bereichen mit hohem Dampfdruck, also z. B. in Bädern und im Erdreich notwendig, während diffusionsoffene Dämmstoffe in der Nähe von organischen Materialien zu deren Schutz beitragen können. So kann bei diffusionsoffenen Dächern die eindringende Feuchte wieder abgegeben werden, während bei dampfdichten Dächern die Gefahr besteht, dass sich die Feuchte in der Holzkonstruktion anreichert und so langfristig zu deren Zerstörung beitragen kann.

### Spezifische Wärmekapazität
Je höher die spezifische Wärmekapazität eines Dämmstoffs, desto besser eignet er sich, um beim Dachgeschossausbau die Erhitzung der Innenräume durch die Sonneneinstrahlung im Sommer gering zu halten (sogenannter „sommerlicher Wärmeschutz“). Ebenso verringern derartige Dämmstoffe die Verschmutzung von Fassaden mit WDVS durch Algenwachstum, da sie in der Nacht weniger stark auskühlen, so dass sich weniger Tauwasser bildet.

### Kapillarität
Besonders bei kritischen Anwendungsfällen, bei denen mit der Bildung von Tauwasser im Dämmstoff oder in angrenzenden Schichten zu rechnen ist, spielt die Kapillarität der Materialien eine herausragende Rolle, um den Transport der Feuchtigkeit zur Verdunstung an die Oberfläche der Bauteile sicherzustellen.
Viele Schadensfälle haben gezeigt, dass die Ausbildung einer dauerhaft funktionsfähigen Dampfsperre unter üblichen Baustellenbedingungen oft nicht zuverlässig möglich ist. Bei der Ausführung einer Innendämmung ohne Dampfbremse ist von einer Tauwasserbildung im Wandaufbau sogar planmäßig auszugehen. Daher kommen hierfür nur Dämmstoffe infrage, die in der Lage sind, in flüssigem Zustand vorliegende Feuchtigkeit an die Wandoberfläche zu leiten.
Übliche Dämmstoffe aus Polystyrol (Styropor) und Mineralfaser eignen sich nicht, da diese keine aktiven Kapillaren besitzen.
Bei Dämmstoffen aus nachwachsenden Rohstoffen kann im Regelfall von einer ausreichenden Kapillarität ausgegangen werden, soweit kein allzu hoher Kunstharzanteil vorliegt, der den Kapillartransport behindert.
Auch wurden mineralische Dämmstoffe entwickelt, die sich für die Innendämmung eignen. Diese werden meist als Calciumsilikat-, Mineralschaum- oder mineralische Innen-Dämmplatte bezeichnet. Diese Dämmstoffe unterscheiden sich von Mineralfaser-Dämmstoffen dadurch, dass sie eine Porenstruktur besitzen.
Um eine durchgehende Kapillarität zu erreichen, ist darauf zu achten, dass im Wandaufbau keine kapillarbrechenden Schichten vorhanden sind. Es dürfen also keine Folien oder Materialien mit allzu hohen Kunstharzanteilen verwendet werden. Auch Luftschichten verhindern natürlich den Kapillartransport. Um bestehende Unebenheiten weitgehend hohlraumfrei auszugleichen, werden die Dämmstoffe mit der Wandfläche meist durch mineralische Kalk- oder Lehmmörtel verklebt.
Bei der Innendämmung von unebenen Wandoberflächen in historischen Gebäuden ist darauf zu achten, dass die Kapillarität nicht durch eingeschlossene Lufträume unterbrochen wird. Meist wird die Wandoberfläche zunächst durch einen Wandputz mit hoher Durchlässigkeit, wie etwa Luftkalkputz und insbesondere auch Lehmputz, geschlichtet. Auf eine ausgleichende Putzschicht kann verzichtet werden, indem
- nachgiebige Dämmplatten mit einem Plattenwerkstoff überdeckt werden, der an den Untergrund angeschraubt werden kann. Holzfaserdämmplatten besitzen eine gute Kapillarität. Sie werden auch als fertige Kombination von fester und weicher Faserschicht angeboten, die durch Verschraubung mit dem Untergrund hohlraumfrei an die Wandoberfläche angepresst werden können,[7]
- durch eine Vorsatzschale ein Hohlraum geschaffen und mit schüttbaren Zellulose- oder Holzfaserflocken ausgefüllt wird.[8] Eine zu lockere Schüttung weist allerdings unter Umständen eine zu geringe Kapillarität auf, so dass eine zusätzliche Dampfbremse auf der Innenseite der Dämmung nötig wird,
- faserhaltiges Material wie Zelluloseflocken wird in einer speziellen Maschine angefeuchtet und an die Wandoberfläche geblasen. Wie beim Auftrag von Spritzbeton entsteht eine hohlraumfreie, festhaftende, jedoch vor dem Verschlichten unebene Schicht auf der Wand.

Kapillare Baustoffe haben generell den Vorteil, dass bei unplanmäßigem, lokalem Feuchtigkeitseintrag etwa durch Rohrbrüche, verstopfte Abflüsse oder Undichtigkeit der Dachhaut, die Flüssigkeit zügig in Wänden und Decken auf eine große Fläche verteilt wird, um schnell abtrocknen zu können. Voraussetzung ist natürlich wieder, dass in den Bauteilen keine sperrenden Schichten wie Folien oder Kunststoffschäume enthalten sind. Auch Holzwerkstoffplatten leiten die Feuchtigkeit nur sehr langsam ab.

## Aspekte bei der Dämmstoffwahl
Verschiedene Dämmstoffe stehen im Wettbewerb zueinander, mit Merkmalen wie:
- Wärmedurchgang/Wärmeleitfähigkeit
- Dynamische Steifigkeit
- Rohstoffe
- Lieferform (lose oder gebundene Dämmstoffe)
- Preis
- Wärmespeicherkapazität
- Wasseraufnahmefähigkeit
- Wasserdampfdiffusionswiderstand
- Rohdichte
- Verfügbarkeit
- Lebensdauer und Haltbarkeit (Spannungsrisse, Durchnässung, Verschimmelung usw.)
- Umweltverträglichkeit:
  - Energieaufwand bzw. CO2-Emissionen bei der Herstellung und beim Transport von der Produktion bis zur Baustelle
  - Abgabe von Schadstoffen
  - Probleme bei der Entsorgung von Resten oder Abbruchmassen
- Verhalten im Brandfall
  - Brennbarkeit
  - Emission von giftigen Stoffen im Brandfall
  - Entsorgung von Abbrand

Dämmstoffe werden zunächst technisch-wirtschaftlich und dann gegebenenfalls biologisch und ökologisch seit langem diskutiert. Die Baustoffindustrie gerät dabei oft in die Kritik, weil sie nach Meinung von Kritikern Argumente für eigene Zwecke nutzt, die das eigene Produkt unterstützen oder oft ignorieren, ablehnen oder in Frage stellen würde, wenn sie die Wettbewerbsposition schwächen.

### Anwendungsgebiete nach DIN 4108-10
Dach, Decke

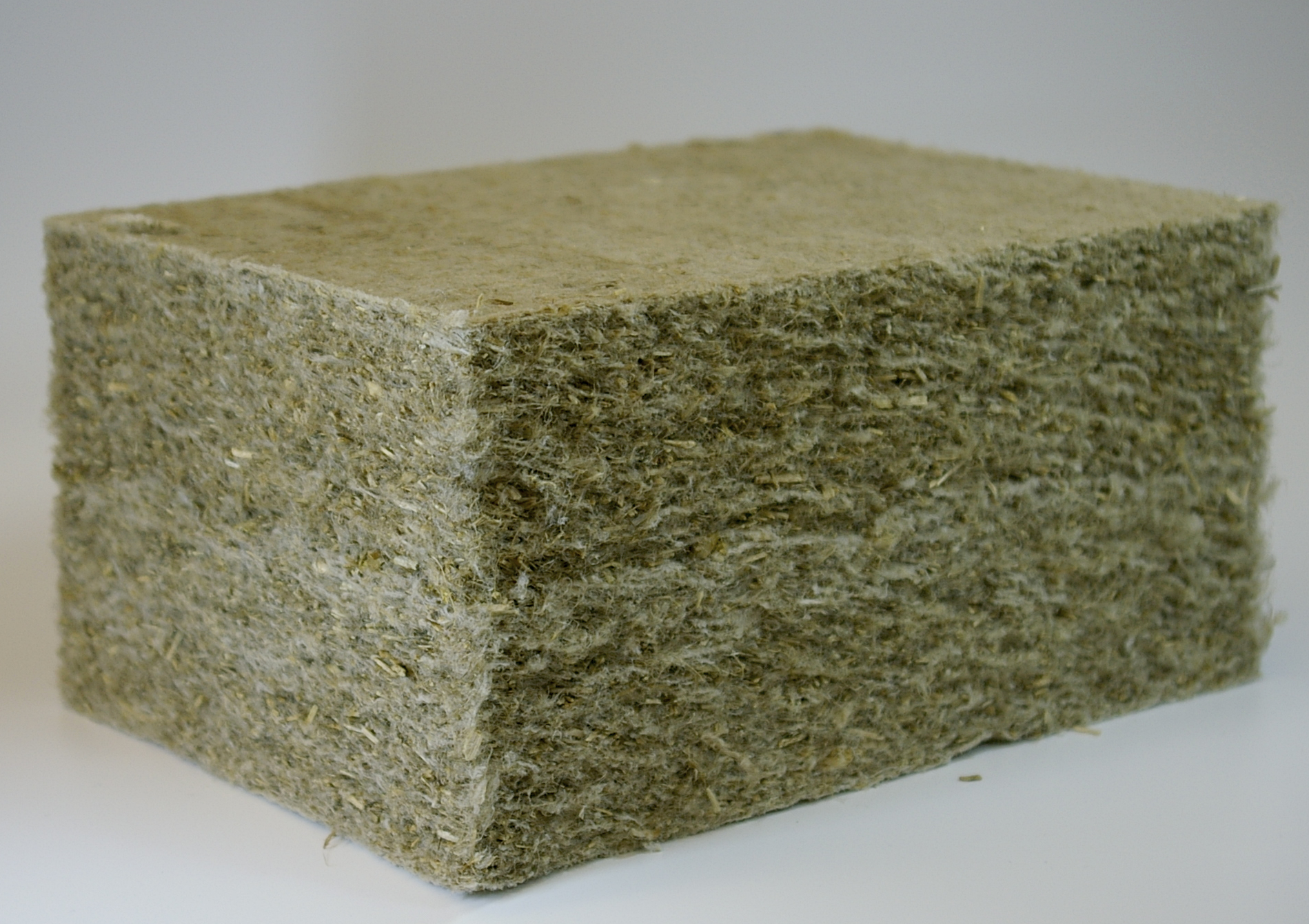
Dämmstoffblock aus Hanffasern

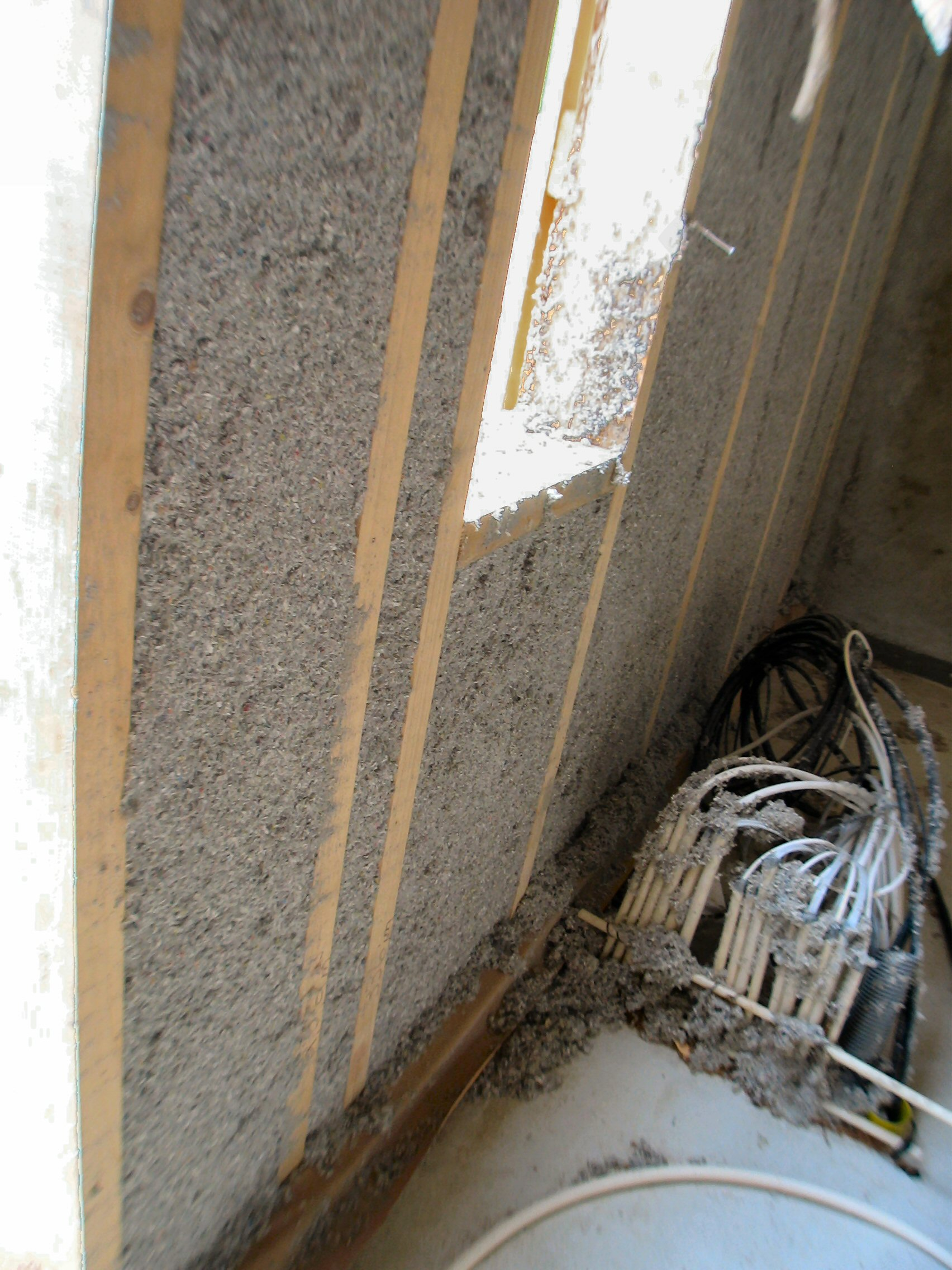
Zellulosedämmung

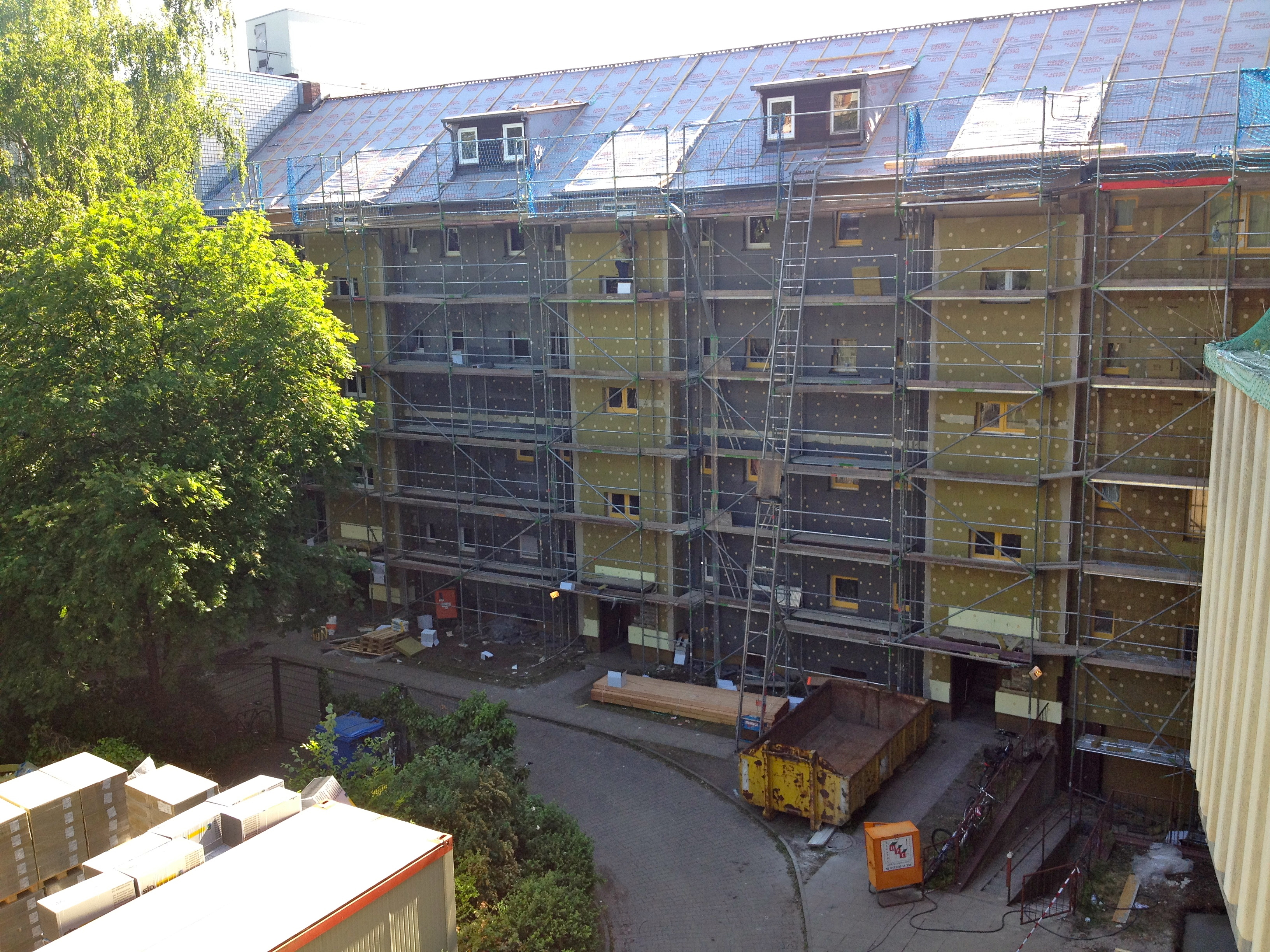
Kombination von Dämmstoffen (Polystyrol/Steinwolle)

- DAD – Außendämmung von Dach oder Decke, witterungsgeschützt, unter Deckung
- DAA – Außendämmung von Dach oder Decke, witterungsgeschützt, unter Abdichtung
- DUK – Außendämmung eines Umkehrdaches, der Bewitterung ausgesetzt
- DZ – Zwischensparrendämmung
- DI – unterseitige Innendämmung der Decke oder des Daches, abgehängte Decke
- DEO – Innendämmung unter Estrich ohne Schallschutzanforderungen
- DES – Innendämmung unter Estrich mit Schallschutzanforderungen

Wand
- WAB – Außendämmung der Wand hinter Bekleidung
- WAA – Außendämmung der Wand hinter Abdichtung
- WAP – Außendämmung der Wand unter Putz
- WZ – Dämmung von zweischaligen Wänden
- WH – Dämmung von Holzrahmen- und Holztafelbauweise
- WI – Innendämmung der Wand
- WTH – Dämmung zwischen Haustrennwänden
- WTR – Dämmung von Raumtrennwänden

Perimeter
- PW – Außenliegende Wärmedämmung (Perimeterdämmung) von Wänden gegen Erdreich (außerhalb Abdichtung)
- PB – Außenliegende Wärmedämmung unter Bodenplatten gegen Erdreich (außerhalb Abdichtung)[11]

### Produkteigenschaft nach DIN 4108-10
Druckbelastbarkeit
- dk – keine Druckbelastbarkeit, z. B. Zwischensparrendämmung, Hohlraumdämmung
- dg – geringe Druckbelastbarkeit, z. B. unter Estrich im Wohn- und Bürobereich
- dm – mittlere Druckbelastbarkeit, z. B. unter Estrich, nicht genutzte Dachflächen mit Abdichtung
- dh – hohe Druckbelastbarkeit, z. B. Terrassen, genutzte Dachflächen
- ds – sehr hohe Druckbelastbarkeit, z. B. Industrieböden, Parkdeck
- dx – extrem hohe Druckbelastbarkeit, z. B. hoch belastete Industrieböden, Parkdeck

Wasseraufnahme
- wk – keine Anforderungen, z. B. Innendämmung
- wf – keine Beeinträchtigung bei Wasseraufnahme durch flüssiges Wasser, z. B. Außendämmung Wand
- wd – keine Beeinträchtigung bei Wasseraufnahme durch flüssiges Wasser und/oder Diffusion, z. B. Perimeterdämmung, Umkehrdach

Zugfestigkeit
- zk – keine Anforderungen, z. B. Hohlraumdämmung
- zg – geringe Zugfestigkeit, z. B. Außendämmung Wand hinter Bekleidung
- zh – hohe Zugfestigkeit, z. B. Außendämmung Wand unter Putz

Schalltechnische Eigenschaften
- sk – keine schalltechnischen Anforderungen
- sh – hohe Zusammendrückbarkeit von z. B. 5 mm, z. B. Haustrennwand
- sm – mittlere Zusammendrückbarkeit von z. B. 3 mm, z. B. Trittschalldämmung unter schwimmenden Estrich, Haustrennwand
- sg – geringe Zusammendrückbarkeit von z. B. 2 mm, z. B. Trittschalldämmung unter schwimmenden Estrich, Haustrennwand

Verformung
- tk – keine Anforderungen, z. B. Innendämmung zwischen aussteifenden Profilen
- tf – Dimensionsstabilität unter Feuchte und Temperatur, z. B. Außendämmung der Wand unter Putz
- tl – Dimensionsstabilität unter Last und Temperatur, z. B. Dach mit Abdichtung[11]

### Zusammendrückbarkeit CP und dynamische Steifigkeit SD
Die EN 13162 sieht vier Stufen der Zusammendrückbarkeit von 2 bis 5 mm vor, die mit CP (für engl. compressibility) bezeichnet werden.
Die DIN 4108-10 ordnet der Stufe CP2 eine Nutzlast von 5 kPa, CP3 4 kPa, CP4 3 kPa und CP5 2 kPa zu. Es gelten jedoch die Angaben des Herstellers, falls diese hiervor abweichen.
- Für Holzfaserdämmplatten (WF) mit Kurzzeichen sh un sg nennt die DIN 4108-10 allgemein eine dynamische Steifigkeit SD von 50 MN/m³.
- Für Blähperlite (EPB) wird bei Kurzzeichen sm bzw. CP3 die Steifigkeit SD mit 30 MN/m³ sowie bei sg bzw. CP2 mit 50 MN/m³ angegeben.
- Für expandiertes Polystyrol (EPS) wird bei Kurzzeichen sh bzw. CP5 sowie bei sm bzw. CP3 die Steifigkeit SD mit 30 MN/m³ und bei sg bzw. CP2 mit 50 MN/m³ angegeben.
- Für Mineralwolle (MW) wird bei Kurzzeichen sh bzw. CP5 die Steifigkeit SD mit 25 MN/m³, bei sm bzw. CP3 mit 40 MN/m³ und bei sg bzw. CP2 mit 50 MN/m³ angegeben.[12]

Bei Nutzlasten (nach DIN 1055) über 5 kN/m² sind Dämmstoffe der Stufe CP2 zu verwenden, bei denen zusätzlich das Kriechverhalten geprüft wurde.
Die DIN 18560-2 trifft folgende Festlegungen:
- unter schwimmenden Estrichen mit Verkehrslasten von 3 kN/m² Flächenlast bzw. 2 kN Einzellast sind Dämmstoffe mit einer Zusammendrückbarkeit von 3 mm zu verwenden,
- bei Heizestrichen sowie bei Verwendung von Kunststein-, Naturstein- oder keramischen Belägen darf die Zusammendrückbarkeit der Dämmschicht 5 mm nicht überschreiten,
- bei Gussasphaltestrich darf die Zusammendrückbarkeit der Dämmschicht höchstens 3 mm betragen,
- auch bei mehrlagigen Dämmschichten muss die Zusammendrückbarkeit insgesamt innerhalb der genannten Werte liegen.

Bislang wurde in der DIN 18560 für Nutzlasten die Einheit kPa verwendet. Der numerische Zahlenwert entspricht den jetzt in der Einheit kN angegebenen Werten, so dass eine Umrechnung entfällt.

## Gebräuchliche Dämmstoffe
(International gebräuchliche Abkürzungen in Klammern)
- geschäumte Elastomere auf Basis von Neopren-Kautschuk, EPDM oder ähnlichen gummiartigen Basismaterialien
- mineralische Fasern wie Mineralwolle (MW) oder Hochtemperaturwolle
- mineralische Schäume wie Bimsstein, Thermosit (nicht mehr auf dem Markt), Blähton, Blähglimmer, Blähperlite (EPB), Kalziumsilikatplatten, geschäumtes Glas (siehe Schaumglas (CG), Blähglas) oder Aerogel-Platten und -Vliese
- pflanzliche Rohstoffe wie Holzfaser (WF), Holzwolle (WW; zement- oder magnesitgebunden, z. B. Heraklith), Kokosfaser, Hanffaser, Flachsfaser, Kapok, expandierter Kork (ICB), Rohrkolben, Schilfrohr(-Matten), See- oder Wiesengras
- tierische Fasern wie Schafwolle
- Recyclingmaterial wie Zellulose (aus Altpapier)
- geschäumte Kunststoffe, meist als Hartschaumplatten; PUR und PIR auch als Ortschaum
  - Polystyrol
    - expandiertes Polystyrol (EPS) – Polystyrolkügelchen sind meist noch erkennbar; umgangssprachlich bekannt als Styropor
    - extrudiertes Polystyrol (XPS)  – mit glatter, einheitlicher Oberfläche; oft hellblau oder rosa

  - Polyurethan (PUR)
  - Polyisocyanurat (PIR)
  - Phenolharz (PF)
  - Polyethylen
  - Expandiertes Acrylcopolymer (Insute) – Erscheinungsform: graue Flakes

Je nach Materialeigenschaften sind diese Dämmstoffe als Platten – teilweise mit Nut und Feder oder Stufenfalz –, in gerollter Form, als Bahnen bzw. Matten, steif oder halbsteif, häufig auch als Vliesstoffe im Handel.
Lose Dämmstoffe werden als Schüttdämmstoffe lose aufgebracht, als Einblasdämmstoffe in bestehende oder eigens konstruierte Hohlräume eingebracht oder feucht auf senkrechte Wände oder an Decken aufgespritzt. Verwendet werden häufig organische Stoffe, wie Acrlycopolymerflakes, Styroporkugeln, Zellulose- und Holzfaserflocken, Ceralith aus Roggen, Kork, Flachs- oder Hanfschäben und mineralische Materialien, wie Blähglas, Blähton, Perlite oder Steinwolleflocken.
Eine weitere Anwendungsform sind Dämmstoffe, die erst beim Aufbringen an der Baustelle aufgeschäumt werden, wie Polyurethanschaum (PU-Schaum). Dieser wird zum einen als Montageschaum zum Ausfüllen von Hohlräumen und Spalten verwendet – beispielsweise beim Einbau von Fenstern –, zum anderen auch als Wanddämmstoff in Gebäuden und Fahrzeugen aufgebracht.
Vakuumdämmplatten bestehen aus in Folie verpackten Dämmstoffen, die nach der Befüllung evakuiert werden. Dadurch lässt sich die Dicke bei gleichem Wärmewiderstand auf 10 bis 20 % reduzieren.

## Dämmstoffe im Vergleich
| Dämmstoff                                                           | Rohdichte [kg/m³] | Wärmeleit- fähigkeit λR * [W/(m·K)] | Schall- dämmung möglich * | Schadstoff- abgabe möglich | Brandverhalten Baustoffklasse nach DIN 4102-1 *** | Brandverhalten Euroklasse nach EN 13501-1 | Temperatur- beständigkeit °C |
| ------------------------------------------------------------------- | ----------------- | ----------------------------------- | ------------------------- | -------------------------- | ------------------------------------------------- | ----------------------------------------- | ---------------------------- |
| Acrylcopolymerflakes (z. B. Insute 25-pro als Einblasdämmstoff)     | 100               | 0,028                               | ja                        | nein                       | B2                                                |                                           |                              |
| Aerogelmatte 10                                                     | 150               | 0,015–0,017                         |                           | nein                       | A1, A2 oder B                                     | E                                         |                              |
| Blähglasschüttung                                                   | 30–1100           | 0,035–0,700                         |                           | nein                       | A1                                                |                                           |                              |
| Blähglimmerschüttung (Vermiculit)                                   | 70–150            | 0,070                               |                           | nein                       | A                                                 |                                           |                              |
| Blähperlitschüttung                                                 | 90                | 0,039–0,050 18                      |                           | nein                       | A                                                 |                                           |                              |
| Blähtonschüttung                                                    | 300               | 0,160                               |                           | nein                       | A                                                 |                                           |                              |
| Calciumsilikat-Platte                                               | 300               | 0,065                               |                           | nein                       | A1                                                |                                           |                              |
| Flachsfaser                                                         | ?                 | 0,040 19                            | ja                        | nein                       | B2                                                |                                           |                              |
| Glasschaumgranulat                                                  | 130–220           | 0,070–0,110                         |                           | ?                          | A1                                                |                                           |                              |
| Hanffaserdämmplatte 12                                              | 28–100            | 0,040                               | ja                        | nein                       | B2                                                | E                                         |                              |
| Holzfaserdämmplatte                                                 | 130–270           | 0,037–0,050                         | ja                        | ja 1                       | B                                                 |                                           |                              |
| Holzwolle-Leichtbauplatte                                           | 360               | 0,090                               | ja                        | nein                       | B                                                 |                                           |                              |
| Isocyanat-Spritzschaum 13                                           | 6,57              | 0,037                               |                           | ?                          | ?                                                 | E                                         |                              |
| Kokosfasermatte bzw. -platte                                        | 75–125            | 0,045                               |                           | nein                       | B                                                 |                                           |                              |
| Korkplatte und Granulat                                             | 120–200           | 0,045                               | ja                        | ja 3                       | B                                                 |                                           |                              |
| Magnesiumoxidzement-Ortschaum 11                                    | 33                | 0,037                               |                           | nein                       | A1                                                |                                           |                              |
| Mineralschaumdämmplatte                                             | 100–150           | 0,045                               |                           | nein                       | A1                                                |                                           |                              |
| Mineralwolleplatte (Glas-, Steinwolle)                              | 20–200            | 0,032–0,040                         | ja                        | ja 1, 2                    | A                                                 |                                           |                              |
| Polyesterfaservlies                                                 | 15–30             | 0,035–0,040                         |                           | ?                          | B1                                                |                                           |                              |
| Polyisocyanurat (PIR) 16                                            | 40–330            | 0,023–0,026                         |                           |                            | B2                                                | B-s2 d0, C-s2 d0, C-s3 d0                 | -200 bis 120 oder 200        |
| Polystyrolplatte                                                    | 15–30             | 0,030                               | ja                        | ja 4                       | B1                                                | E                                         |                              |
| Polyurethanplatte (PUR) 17                                          | 30                | 0,024–0,025                         | nein                      | ja 5                       | B2                                                | B-s2 d0, C-s2 d0                          | -180 bis 100                 |
| Porenbeton                                                          | 200–700           | 0,080–0,210                         | nein                      | nein                       | A1                                                |                                           |                              |
| Resolhartschaum 9                                                   | >35               | 0,020–0,025                         |                           | ?                          | B1, B2                                            | B-s1 d0, C-s2 d0                          |                              |
| Rohrkolbenplatte 14                                                 | 220–320           | 0,048–0,060                         |                           | nein                       | B                                                 |                                           |                              |
| Schafwollefilz                                                      | 20–120            | 0,040                               | ja                        | ja 6                       | B                                                 |                                           |                              |
| Schaumglasplatte (siehe auch oben: Blähglas und Glasschaumgranulat) | 100–165           | 0,036–0,060                         | nein                      | ja 7                       | A1                                                |                                           |                              |
| Schilfrohrplatte                                                    | 190–225           | 0,060                               | ja                        | nein                       | B                                                 |                                           |                              |
| Strohballen 8                                                       | 100               | 0,045                               | ja                        | nein                       | B2                                                |                                           |                              |
| Strohplatte                                                         | 500               | 0,110                               |                           | nein                       | B                                                 |                                           |                              |
| Vakuumdämmplatte 15                                                 | 180–220           | 0,003–0,008                         |                           | nein                       | B2                                                | E                                         |                              |
| Zellstoff- bzw. Cellulosedämmung                                    | 35–60             | 0,040                               |                           | nein                       | B2                                                |                                           |                              |
| Zellstoffverbundelement (Wellpappe)                                 | 195               | 0,040                               | ja                        | nein                       | B2                                                |                                           |                              |
| Zelluloseflocken (als Einblasdämmstoff)                             | 35–70             | 0,040                               | ja                        | ja 1                       | B                                                 |                                           |                              |
| Hanfkalk-Steine                                                     | 340               | 0,071                               | ja                        | nein                       |                                                   | B-s1 d0                                   |                              |
| Dämmstoff                                                           | Rohdichte [kg/m³] | Wärmeleit- fähigkeit λR * [W/(m·K)] | Schall- dämmung möglich * | Schadstoff- abgabe möglich | Brandverhalten Baustoffklasse nach DIN 4102-1 *** | Brandverhalten Euroklasse nach EN 13501-1 | Temperatur- beständigkeit °C |

-  entweder mit einem längenbezogenen Strömungswiderstand von mindestens 5 kPa·s/m² zur Luftschalldämmung sowie zur Schalldämpfung durch Schallabsorption

-  oder mit einer dynamischen Steifigkeit von höchstens 50 MN/m³ zur Körperschall- und Trittschalldämmung
2016 kosten Mineralfaserdämmstoffe durchschnittlich 30 % und Holzfaserdämmstoffe 70 % mehr als solche aus Polystyrol (Styropor). Die höheren Materialkosten relativieren sich deutlich, wenn man berücksichtigt, dass die Kosten für die Montage der Dämmung im Allgemeinen ein Mehrfaches der reinen Materialkosten betragen und dass Baukonstruktionen im Normalfall sehr langlebig sind.
Das Verhalten im Brandfall spielt insbesondere dann eine Rolle, wenn brennbare Dämmstoffe nicht durch feuerbeständige Bekleidungen vor Entzündung geschützt sind. So müssen oberhalb von Fassadenöffnungen besondere Vorkehrungen getroffen werden, um zu verhindern, dass bei einem Wohnungsbrand herausschlagende Flammen Polystyrol-Dämmplatten einer WDVS-Fassade entflammen. Auch sollte beispielsweise durch geschlossene Dachkästen verhindert werden, dass Dämmbahnen aus Holzfasern von einer Feuerwerksrakete entzündet werden.

## Qualität
In Deutschland mussten Dämmstoffe früher entweder nach gültigen Normen (z. B. DIN) oder nach genehmigten Herstellervorschriften hergestellt werden. Dabei wurde die Einhaltung dieser Normen bzw. Vorschriften und die Materialqualität (z. B. Rohdichte) von der Bundesanstalt für Materialprüfung bzw. einer von ihr beauftragten Prüfstelle überwacht (Güteüberwachung). Dämmstoffe mussten daher auf Verpackung oder Material ein Prüfzeichen aufweisen (Ü-Zeichen).
Dies hat sich heute im Zuge der europäischen Harmonisierung und Deregulierung geändert.
Teilweise sind die Hersteller bei der alten Überwachung geblieben und nennen sie jetzt Gütesicherung; teilweise haben Herstellerverbände eigene Güte- oder Qualitätskriterien veröffentlicht. Deshalb sollte beim Kauf von Dämmmaterialien auf den Nachweis versprochener Eigenschaften geachtet werden.

## Wärme- und Trittschalldämmung unter Estrich
Verwendet werden Dämmstoffe mit der Kennzeichnung DEO „ohne Schallschutzanforderung“ und DES „mit Schallschutzanforderung“, alternativ auch Flachdachdämmplatten DAA oder Perimeterdämmungen PB.
Die DIN 4108-10 sieht zur Trittschalldämmung Dämmstoffe aus Mineralwolle (MW), expandiertem Polystyrol-Hartschaum (EPS), Blähperlite (EPB) und Holzfasern (WF) vor.
Bei der Angabe der Dicke von Polystyrol-Dämmstoffplatten wird von den Herstellern häufig das Maß der Zusammendrückbarkeit mit einem Bindestrich angehängt. In der Gruppe mit der Kurzbezeichnung sm sind beispielsweise die Dicken 15-2, 20-2 sowie 25-2 (bei 3 kPa Nutzlast) verfügbar.

### Dämmplatten unter Estrich ohne Schallschutzanforderung (DEO)
Beispiel Kennzeichnung – EPS 035 DEO dh, CS(10)150 DLT(2)5 (frühere Bezeichnung: PS 20 SE, WLG 035 …)
Expandierte Polystyrol-Wärmedämmplatte (EPS) der Wärmeleitfähigkeitsgruppe (WLG) 035 (Rechenwert λ = 0,035 W/(m·K) mit einer Druckspannung bei 10 % Stauchung von 150 kPa und einer Verformung bei definierter Druck- und Temperaturbeanspruchung (40 kPa, 70 °C) von 5 %.
Druckspannungen bei 10 % Stauchung bewegen sich meist im Bereich von 100 bis 200 kPa. Die früher verwendeten Kurzbezeichnungen für das Raumgewicht PS 20 und PS 30 entsprachen einer Druckspannung von 150 bzw. 200 kPa.

### Dämmplatten unter Estrich mit Schallschutzanforderung (DES)
Beispiel Kennzeichnung – EPS 035 DES sh, SD30 CP5 (frühere Bezeichnung: PS 20 SE, WLG 035 …)
Expandierte Polystyrol-Wärmedämmplatte (EPS) der Wärmeleitfähigkeitsgruppe (WLG) 035 (Rechenwert λ = 0,035 W/(m·K) mit einer dynamischen Steifigkeit von 30 MN/m³ und einer Zusammendrückbarkeit von 5 mm.
Die dynamische Steifigkeit (üblich sind 9–70 MN/m³) ist entscheidend für die Bestimmung des Trittschallverbesserungmaßes des Fußbodenaufbaus. Je geringer die dynamische Steifigkeit der Dämmschicht, desto besser die Trittschalldämmung des schwimmenden Estrichs. Rechenwerte für Trittschalldämmstoffe aus Polystyrol und Mineralfasern werden im Beiblatt 1 der DIN 4109 genannt. Bei anderen Dämmstoffen ist das Trittschallverbesserungsmaß vom Produkthersteller durch eine Eignungsprüfung oder im Rahmen einer allgemeinen bauaufsichtlichen Zulassung (abZ) zu ermitteln. Bei erhöhten Anforderungen (Schallschutzstufen (SSt) II und III der VDI 4100) sollten Dämmstoffe mit einer dynamischen Steifigkeit s‘ von 10 MN/m³ verwendet werden.

## Industrieller Einsatz
Viele industrielle Prozesse laufen bei Temperaturen bis 1800 °C ab. Teil einer effizienten Steuerung dieser energieintensiven Prozesse ist eine Kombination von Feuerfestprodukten für den direkten Kontakt und von Dämmstoffen für die umhüllende thermische Kapselung. Neben traditionellen, feuerfesten Steinen und Massen (feuerfester Werkstoff), sind in den letzten Jahrzehnten eine Reihe von wärmedämmenden Produkten wie Feuerleichtsteine und Hochtemperaturwolle entwickelt worden.

## Normen
- DIN 4108-10 Wärmeschutz und Energie-Einsparung in Gebäuden – Teil 10: Anwendungsbezogene Anforderungen an Wärmedämmstoffe – Werkmäßig hergestellte Wärmedämmstoffe.
- EN 13162 Wärmedämmstoffe für Gebäude – Werkmäßig hergestellte Produkte aus Mineralwolle (MW) – Spezifikation.
- EN 13163 Wärmedämmstoffe für Gebäude – Werkmäßig hergestellte Produkte aus expandiertem Polystyrol (EPS) – Spezifikation.
- EN 13164 Wärmedämmstoffe für Gebäude – Werkmäßig hergestellte Produkte aus extrudiertem Polystyrolschaum (XPS) – Spezifikation.
- EN 13165 Wärmedämmstoffe für Gebäude – Werkmäßig hergestellte Produkte aus Polyurethan-Hartschaum (PU) – Spezifikation.
- EN 13166 Wärmedämmstoffe für Gebäude – Werkmäßig hergestellte Produkte aus Phenolharzschaum (PF) – Spezifikation.
- EN 13167 Wärmedämmstoffe für Gebäude – Werkmäßig hergestellte Produkte aus Schaumglas (CG) – Spezifikation.
- EN 13168 Wärmedämmstoffe für Gebäude – Werkmäßig hergestellte Produkte aus Holzwolle (WW) – Spezifikation.
- EN 13169 Wärmedämmstoffe für Gebäude – Werkmäßig hergestellte Produkte aus Blähperlit (EPB) – Spezifikation.
- EN 13170 Wärmedämmstoffe für Gebäude – Werkmäßig hergestellte Produkte aus expandiertem Kork (ICB) – Spezifikation.
- EN 13171 Wärmedämmstoffe für Gebäude – Werkmäßig hergestellte Produkte aus Holzfasern (WF) – Spezifikation.
- EN 14063-1 Wärmedämmstoffe für Gebäude – An der Verwendungsstelle hergestellte Wärmedämmung aus Blähton-Leichtzuschlagstoffen (LWA) – Teil 1: Spezifikation für die Schüttdämmstoffe vor dem Einbau.
- EN 14063-2 Wärmedämmstoffe für Gebäude – An der Verwendungsstelle hergestellte Wärmedämmung aus Blähton-Leichtzuschlagsstoffen (LWA) – Teil 2: Spezifikation für die eingebauten Produkte.
- EN 14064-1 Wärmedämmstoffe für Gebäude – An der Verwendungsstelle hergestellte Wärmedämmung aus Mineralwolle (MW) – Teil 1: Spezifikation für Schüttdämmstoffe vor dem Einbau.
- EN 14064-2 Wärmedämmstoffe für Gebäude – An der Verwendungsstelle hergestellte Wärmedämmung aus Mineralwolle (MW) – Teil 2: Spezifikation für die eingebauten Produkte.
- EN 14316-1 Wärmedämmstoffe für Gebäude – An der Verwendungsstelle hergestellte Wärmedämmung aus Produkten mit expandiertem Perlite (EP) – Teil 1: Spezifikation für gebundene und Schüttdämmstoffe vor dem Einbau.
- EN 14316-2 Wärmedämmstoffe für Gebäude – An der Verwendungsstelle hergestellte Wärmedämmung mit Produkten aus Blähperlit (EP) – Teil 2: Spezifikation für die eingebauten Produkte.
- ÖNORM B 6000 Werkmäßig hergestellte Dämmstoffe für den Wärme- und/oder Schallschutz im Hochbau – Produktarten, Leistungsanforderungen und Verwendungsbestimmungen.
- ÖNORM B 6001 An der Verwendungsstelle hergestellte Dämmstoffe für den Wärme- und/oder Schallschutz im Hochbau – Produktarten, Leistungsanforderungen und Verwendungsbestimmungen.